# 罗伦·施里弗
罗伦·詹姆斯·施里弗（Loren James Shriver，1944年9月23日—），前美國空軍上校及美国国家航空航天局宇航员，执行过STS-51-C、STS-31以及STS-46任务。